# هیپولیتو مخیا
هیپولیتو مخیا (انگلیسی: Hipólito Mejía؛ زادهٔ ۲۲ فوریهٔ ۱۹۴۱) سیاست‌مدار اهل جمهوری دومینیکن است. او پنجاه و یکمین رئیس‌جمهور دومینیکن از ۱۶ اوت ۲۰۰۰ تا ۱۶ اوت ۲۰۰۴ بود.